# 해트트릭

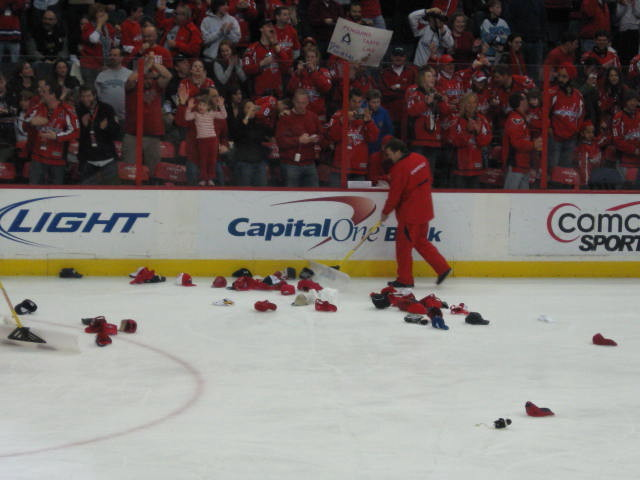

해트트릭(Hat-trick)은 축구,  아이스하키 등에서 한 선수가 한 경기에서 3득점 달성하거나 한 팀이 3년 또는 3번의 대회 연속으로 대회 타이틀을 석권했을 때 칭한다. '해트트릭'이라는 말은 20세기 초 영국 크리켓 게임에서 3명의 타자를 연속아웃시킨 투수에게 새 모자를 주어 그 명예를 칭송할 수 있었던 것에서 유래하였다.

## 축구
축구에서 해트트릭을 한다는 것은 실력을 증명하는 훈장으로서의 의미를 가진다는 뜻이 전 세계에서 정착되고 있다.
해트트릭 연속 세계 기록은 J리그에서 나카야마 마사시의 4경기 연속(1998년 4월 15일 ~ 4월 29일) 해트트릭으로 남아있다. 국제 경기에서의 최단 시간 해트트릭 기록 또한 나카야마 마사시의 것이다(나카야마 마사시는 2000년 2월 16일에 열린 일본과 브루나이의 2000년 AFC 아시안컵 예선 경기에서 경기 시작 3분 15초만에 해트트릭을 기록했다). 브라질의 펠레는 공식 경기에서 무려 92차례의 해트트릭을 기록했다.
한편 한 선수가 한 경기에서 2득점을 달성했을 경우 한국에서는 "멀티골"(Multi Goal)이라고 칭하나 이 용어는 콩글리쉬이고 "브레이스"(Brace)가 영어권에서 보편적인 용어이다.

## 모터스포츠
모터스포츠에서 3개 대회 연속 우승을 했을 때, 한 대회를 3연속 우승했을 때, 한 대회에서 폴 포지션(Pole position), 해당 대회 우승, 패스티스트랩(Fastest Laps)을 동시에 차지했을 때를 모두 해트트릭이라고 말할 수 있다. 폴 포지션은 예선에서 1위를 차지하여 본선에서 맨 앞에서 출발하는 것을 말하며, 패스티스트랩은 본선에서 한 바퀴를 가장 빠른 기록으로 주파한 것을 말한다.

## 기타 종목
- 하키에서 한 선수가 한 경기에서 3득점을 했을 때, 럭비에서 3회 득점했을 때 해트트릭을 달성했다고 한다. 다만 규정집에 나와있지는 않다.
- 야구 경기에서는 사이클링 히트를 말한다.
- 다트 경기에서는 한 슬로우의 책을 모두 50점짜리 중심의 작은 원에 넣는 것을 말한다.

## 같이 보기
- 멀티골